# Karol Studziński
Karol Studziński (ur. 24 stycznia 1828 w Krakowie, zm. 15 marca 1883 w Warszawie) – polski kompozytor i altowiolista.

## Życiorys
Syn Marcina, brat Piotra i Wincentego. Był uczniem Wincentego Gorączkiewicza. Początkowo działał w Krakowie, następnie przeniósł się do Warszawy, gdzie był członkiem kwartetu smyczkowego Apolinarego Kątskiego i altowiolistą w orkiestrze Teatru Wielkiego. W latach 1864–1868 był wykładowcą śpiewu zbiorowego i solfeżu w Warszawskim Instytucie Muzycznym. W 1856 roku założył kwartet męski, z którym wykonał uwerturę do opery Czarodziejski flet.
Skomponował 2 msze i szereg pieśni, m.in. „Do róży” na sopran solo i 4-głosowy chór mieszany. Opublikował podręczniki Początki śpiewu (1871) i Studia odnoszące się do sposobów śpiewania (1878).